# Hoogstede

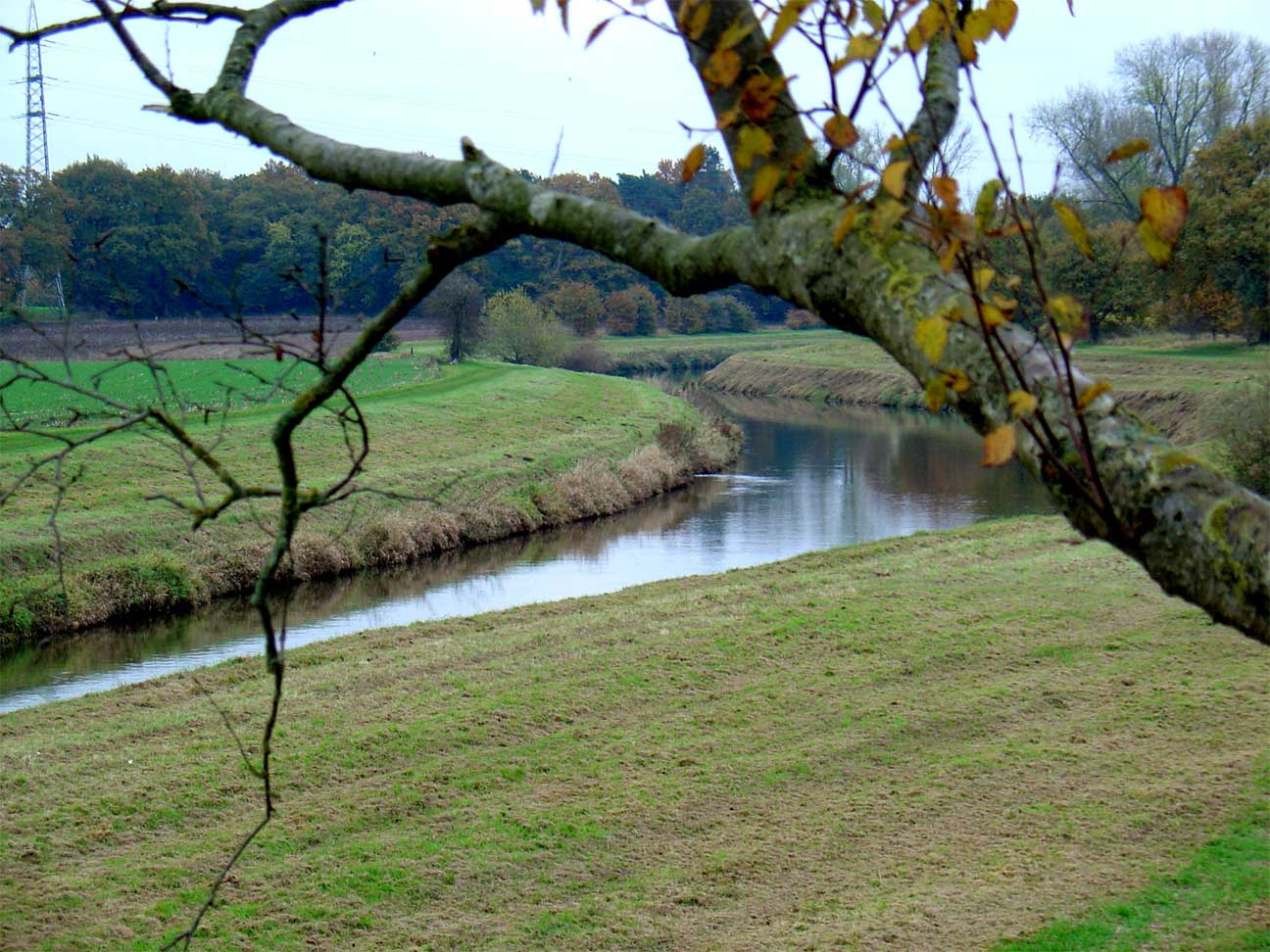
Die Vechte bei Hoogstede

Hoogstede (bis 1968 Hoogstede-Bathorn) ist eine Gemeinde im Landkreis Grafschaft Bentheim in Niedersachsen. Sie hat rund 2900 Einwohner.

## Geografie

### Geografische Lage
Hoogstede liegt nordwestlich von Nordhorn an der Grenze zu den Niederlanden. Die Vechte fließt durch den Ort, der Nebenfluss Lee mündet hier in sie. Die Gemeinde gehört der Samtgemeinde Emlichheim an, die ihren Verwaltungssitz in der Gemeinde Emlichheim hat.
In der Gemeinde Hoogstede liegen die Naturschutzgebiete Neuringer Wiesen, Vechte-Altarm Kalle und Moorverlandungsgebiet Tinholt.

### Gemeindegliederung
Die sieben Ortsteile der Gemeinde sind:
- Arkel
- Bathorn
- Berge
- Hoogstede
- Kalle
- Scheerhorn
- Tinholt

## Geschichte
Die früheste urkundliche Erwähnung für den Hoogsteder Ortsteil Scheerhorn findet sich 1209 in einer Urkunde des Grafen Balduin von Bentheim.

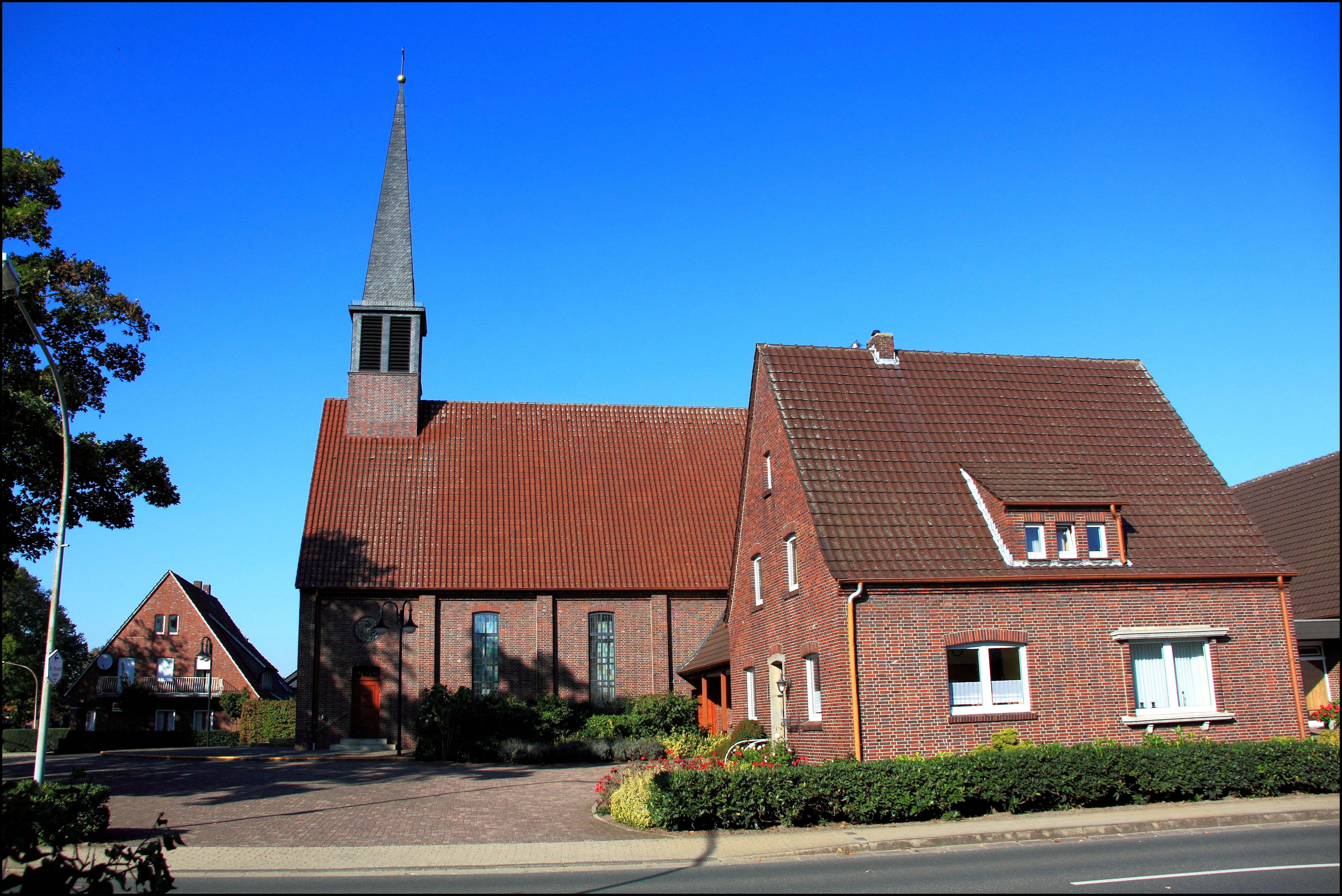
Altreformierte Kirche

Die Geschichte von Hoogstede beginnt im Jahre 1821, als die Kapelle der evangelisch-reformierten Kirchengemeinde von Arkel nach Hoogstede versetzt wurde. 1859 wurde die katholische Kirche gebaut, so entwickelte sich nach und nach ein Ortskern. 1953 wurde die evangelisch-altreformierte Kirche gebaut, 1961 die lutherische.
1936 fanden Moorarbeiter in Bathorn einen Einbaum.
Im Jahr 1938 wurde östlich des Ortsteils Bathorn das Emslandlager XIV angelegt. Es fungierte als Strafgefangenenlager für Justizhäftlinge und war für 1000 Personen ausgelegt. Nach Ausbruch des Zweiten Weltkriegs übernahm das Wehrkreiskommando VI Westfalen (Münster) die Einrichtung als Mannschaftsstammlager (Stalag VI C) für Kriegsgefangene. Ihm wurden die Zweiglager (Stalag VI C/Z) Groß Hesepe (Emslandlager XI), Dalum (Emslandlager XII), Wietmarschen (Emslandlager XIII) und Alexisdorf (Emslandlager XV) unterstellt. Im Mai 1942 wurde das Stalag VI B Neu-Versen/Emsland einschließlich seiner Zweiglager Oberlangen, Wesuwe und Fullen dem Stammlager Bathorn unterstellt. Es waren Kriegsgefangene aus Frankreich, Belgien, Italien, Jugoslawien und der Sowjetunion untergebracht. Die Sterberate in dem Lager Bathorn war geringer als in anderen Kriegsgefangenenlagern. Am 5. April 1945 wurde das Lager durch kanadisches Militär befreit.
Am 9. Dezember 1968 wurde die Gemeinde Hoogstede-Bathorn in Hoogstede umbenannt.
Im Jahr 2009 wurde anlässlich der Feierlichkeiten zum 800-jährigen Jubiläum der urkundlichen Ersterwähnung die Chronik der Gemeinde Hoogstede vom Heimatverein Hoogstede-Arkel herausgegeben.

## Eingemeindungen
Am 21. Juni 1890 wurden die Gemeinden Hoogstede und Bathorn zur Gemeinde Hoogstede-Bathorn vereinigt. Am 1. März 1974 wurden die Gemeinden Berge, Kalle (mit Arkel und Bahne), Scheerhorn und Tinholt eingegliedert.

## Religionen
In Hoogstede gibt es vier Kirchen:
- Evangelisch-reformierte Kirchengemeinde
- Evangelisch-altreformierte Kirchengemeinde
- Evangelisch-lutherische Kirchengemeinde
- Katholische Kirchengemeinde

## Politik

### Gemeinderat
Der Gemeinderat in Hoogstede setzt sich aus 13 Ratsfrauen und Ratsherren zusammen.
- CDU 9 Sitze
- SPD 3 Sitze
- FDP 1 Sitz

(Stand: Kommunalwahl vom 12. September 2021)

### Bürgermeister
Zum ehrenamtlichen Bürgermeister wurde in der konstituierenden Sitzung des Gemeinderates am 2. November Jan Harms-Ensink (CDU) gewählt.

## Vereine und Verbände
- Sportverein Hoogstede e. V.
- Landjugend Hoogstede
- Hoogsteder Fahr- und Reitsportgemeinschaft
- Ortsfeuerwehr Hoogstede
- DRK-Ortsverein Hoogstede
- Grafschafter Autocross-Club (GACC)
- IG Modellflug Adler Scheerhorn
- Heimatverein Hoogstede-Arkel e. V.
- Schützenverein Hoogstede
- Schützenverein Niedergrafschafter Edelweiß-Schützen Bathorn
- Verein für Brauchtum und Geselligkeit

## Verkehr

### Straßenverkehr
Hoogstede liegt im Kreuzungsbereich der Landesstraße 44 (Hauptstraße, Neuenhaus – Hoogstede – Emlichheim) mit den Kreisstraßen 14 und 15 (Neuringe – Hoogstede – Wilsum – Wielen). In jeweils 22 km Entfernung liegen die Anschlussstellen Geeste und Wietmarschen der A 31 (Emden – Bottrop).

### Öffentlicher Nahverkehr
Hoogstede wird an allen Tagen von der Regionalbuslinie 20 der Verkehrsgemeinschaft Grafschaft Bentheim (VGB) erschlossen, die Hoogstede zu den Hauptverkehrszeiten im Stundentakt mit Neuenhaus (über Esche und Veldhausen) verbindet, wo Anschluss an die Bahnlinie RB 56 über Nordhorn nach Bad Bentheim, sowie an die Regionalbuslinien 30 nach Nordhorn und 10 nach Uelsen und Itterbeck besteht. An Schultagen besteht eine bedarfsorientierte Verbindung der Linie 20 nach Emlichheim. Außerdem gibt es an allen Tagen ein ebenfalls stündliches Rufbusangebot der VGB, das Hoogstede mit Emlichheim, Ringe, Neugnadenfeld, Bathorn, Kalle und Tinholt verbindet.